# La piedra de la paciencia
La piedra de la paciencia es una novela de Atiq Rahimi publicada en Francia el 25 de agosto de 2008 por la editorial P.O.L. Ganó el Premio Goncourt en el mismo año.En ella, se relata la historia de una mujer musulmana y su marido en coma, en un contexto bélico.
La novela fue traducida al español en 2010, y publicada por la editorial Siruela. La traducción fue realizada por Elena García-Aranda.

## Título
El nombre de la novela está basado en la mitología persa, y significa: una "sang-e sabur سنگ صبور", una piedra mágica con la que uno puede hablar para revelar todos sus secretos y dificultades. Una vez dicho todo, la piedra explota, como si el peso de la persona se hubiera transferido a ella y la persona se viera aliviada de su estado depresivo. 

## Argumento
En un país en guerra, probablemente Afganistán, una mujer vela el cuerpo de su marido, herido de bala en el cuello por uno de los hombres de su milicia y sumido en un coma profundo durante tres semanas. Este hombre, de ojos muy abiertos y respiración regular como las incansables oraciones de su esposa que lo mantiene vivo mediante una infusión de agua azucarada y salada, fue un luchador en todas las guerras que han atravesado su país. Hombre de armas y de guerra, fue un marido ausente y violento, casado en su ausencia con esta joven con la que tuvo dos hijas. La mujer inicia un largo monólogo con su marido, convirtiéndolo según la cultura persa en su syngué sabour, su piedra de la paciencia, presente para recoger las confesiones del mundo y absorberlas hasta su implosión final. Ella le revela todos los secretos de su infancia, de una joven prometida casada por su padre y de una esposa que, a pesar del miedo y la violencia de su marido, aprendió a amarlo. Las confesiones se suceden, y la mujer se libera en medio de la guerra que la envuelve y la toca más íntimamente, esperando al mismo tiempo sacar al hombre de su coma que nada parece perturbar. Después de una revelación final o quizás en un sueño, estalla el syngué sabour, como reivindica la tradición.

## Tema
Como en otras de sus obras, esta novela también aborda el papel sumiso de la mujer en la sociedad patriarcal de Afganistán. Este país, explicó el autor en la entrega del premio Goncourt, simboliza para él todo el terror del mundo.

## Adaptación cinematográfica
En 2013, la novela fue adaptada por su autor y Jean-Claude Carrière al cine en la película homónima, dirigida por Atiq Rahimi, de quien esta obra constituye su segunda película. Golshifteh Farahani interpreta al personaje principal, el de la mujer. 
Atiq Rahimi dedicó esta obra a la poetisa afgana Nadia Anjuman, asesinada por su marido.